# Felix Goldmann
Felix Goldmann (ur. 16 kwietnia 1882 w Londynie, zm. 7 października 1934 w Lipsku) – niemiecki rabin, uczony i intelektualista żydowski.
Felix Goldmann urodził się 16 kwietnia 1882 roku w średniozamożnej rodzinie żydowskiej. W 1892 roku wyjechał do Berlina, gdzie rozpoczął naukę w lokalnej szkole. W 1901 roku zdał egzamin maturalny w renomowanej berlińskiej szkole Sophien - Real gymnasium.
W 1901 roku rozpoczął studia na uniwersytecie we Fryburgu Bryzgowijskim, gdzie w 1905 roku uzyskał tytuł doktora. Następnie rozpoczął studia rabinackie w Berlinie, które ukończył z wysokimi ocenami w 1907 roku. W tym samym roku otrzymał posadę rabina w Opolu. Uroczyste objęcie urzędu przypadło na 15 listopada. W międzyczasie był nauczycielem religii w Burggymnasium, renomowanym opolskim gimnazjum.
W 1917 roku złożył urząd rabina w Opolu i wyjechał do Lipska, gdzie również objął urząd rabina. Felix Goldmann zmarł 7 października 1934 w Lipsku. Tam również pochowany.